# Antón Paz Blanco
Antón Paz Blanco (Vilagarcía de Arousa, província de Pontevedra 1976) és un regatista gallec, guanyador d'una medalla d'or olímpica.

## Biografia
Va néixer el 8 d'agost de 1976 a la ciutat de Vilagarcía de Arousa, població gallega situada a la província de Pontevedra.

## Carrera esportiva
Va participar, als 28 anys, en els Jocs Olímpics d'Estiu de 2004 realitzats a Atenes (Grècia), on va aconseguir finalitzar en vuitena posició en la classe Tornado al costat de Fernando Echavarri, obtenint així un diploma olímpic. En els Jocs Olímpics d'Estiu de 2008 realitzats a Pequín (Xina), i juntament amb Echavarri, aconseguí guanyar la medalla d'or en aquesta competició.
Al llarg de la seva carrera ha aconseguit dues medalles d'or en el Campionat del Món de vela els anys 2005 i 2007. L'any 2005 aconseguí, així mateix, una medalla d'or en el Campionat d'Europa de vela.